# Beyaz peynir
Il Beyaz peynir pronuncia turca: [bejaz pejniɾ] (significato in turco: "formaggio bianco") è un formaggio in salamoia prodotto da latte crudo di pecora, mucca o capra non pastorizzato. Il formaggio ha un aspetto leggermente granuloso ed è simile alla feta, al sirene e ad altri formaggi bianchi balcanici. Il caglio vegetale viene aggiunto al latte di pecora come agente di coagulazione. Una volta che la cagliata viene prodotta, viene pressata, tritata e tesa prima di essere tagliata in blocchi che vengono salati e posti in una soluzione di salamoia per circa sei mesi. Il beyaz peynir è prodotto in una varietà di stili, che vanno dalla cagliata di formaggio non stagionato a una versione matura abbastanza forte. Si consuma così com'è, ad esempio come parte della tradizionale colazione turca, oppure viene utilizzato nelle insalate e incorporato in cibi cotti come menemen, börek, gözleme e pide.